# Березовка (приток Терсы)
Березовка (устар. Карагучевъ) — река в России, в Волгоградской области. Протекает по оврагу Березовский и балке Ближняя Березовка, минует железную дорогу и пересекает озеро Подберезкино. Впадает в Терсу слева. Длина реки составляет 12 км. Площадь водосборного бассейна — 36,2 км².

## Данные водного реестра
По данным государственного водного реестра России относится к Донскому бассейновому округу, водохозяйственный участок реки — Терса, речной подбассейн реки — Бассейн прит-в Дона м/д впад. прит-в Хопра и С. Донца. Речной бассейн реки — Дон (российская часть бассейна).
Код объекта в государственном водном реестре — 05010300212107000008848.